# 의정왕대신회의
의정왕대신회의(議政王大臣會議, 만주어: ᡥᡝᠪᡝ ᡳ
ᠪᠠ hebe-i ba)는 청 제국 초기 황제들의 자문기구이다. 의정처(議政處)라고 줄여 부르기도 한다.
1610년대 ~ 1620년대에 태조 천명제가 만든 허물없는 심의집단이 그 기원으로, 1626년에 태종 숭덕제가 정식 기구로 만들고 1637년에 확대시켰다. 주로 만주족 고위관리들이 직원으로 일했으며, 순치제 때와 강희제 때 주요 군사 자문기구로 기능했다. 의정처는 도르곤이나 오보이 등이 섭정을 했을 때 그 권력이 더욱 커졌으며, 이들 섭정들은 의정처를 사용해 자신들의 영향력을 확대하였다.
옹정제가 1720년대에 군기처를 설립함으로써 의정처는 유명무실해졌고, 1792년에 완전히 폐지되었다.

## 참고 자료
- Bartlett, Beatrice S. (1991), Monarchs and Ministers: The Grand Council in Mid-Ch'ing China, 1723-1820, Berkeley and Los Angeles: University of California Press, ISBN 978-0-520-08645-6.
- Hucker, Charles O. (1985), A Dictionary of Official Titles in Imperial China, Stanford: Stanford University Press, ISBN 978-0-8047-1193-7.
- Oxnam, Robert B. (1975), Ruling from Horseback: Manchu Politics in the Oboi Regency, 1661-1669, Chicago and London: University of Chicago Press, ISBN 978-0-226-64244-4.
- Rawski, Evelyn S. (1998), The Last Emperors: A Social History of Qing Imperial Institutions, Los Angeles and Berkeley: University of California Press, ISBN 978-0-674-12761-6.
- Wakeman, Frederic, Jr. (1985), The Great Enterprise: The Manchu Reconstruction of Imperial Order in Seventeenth-Century China, Berkeley and Los Angeles: University of California Press, ISBN 978-0-520-04804-1.